# Восточная лягушка
Восточная лягушка (лат. Rana chensinensis) — вид земноводных из семейства настоящих лягушек.

## Внешний вид
Максимальная длина тела достигает 6,4 см. При этом самцы меньше самок. Голова уплощённая, широкая. Морда округло заострённая, её кончик немного выдаётся за край губы. Самцы имеют парные внутренние боковые резонаторы. Голень короче передней конечности, а бедро короче голени. На стопе находится хорошо развитая плавательная перепонка. Кожа на спине и по бокам покрыта бугорками, а сзади бёдер несколько зернистая.
Окраска верхней части очень изменчива: от бледно-сероватого с фиолетовым оттенком до охристого и коричневого. По спине разбросаны более тёмные пятна и крапины, которые также обрамляют спинные и боковые бугорки. Сами бугорки часто с малиновой или бледно-терракотовой вершиной. По середине спины проходит Λ-образное пятно, состоящее из бугорков и часто называемое шевроном.
Ниже средней линии глаз обычно проходит тёмная полоса. От кончика морды через ноздрю к глазу проходит чёрная или тёмно-коричневая полоса. Иногда она может быть тонкой или отсутствовать. От глаза через барабанную перепонку до предплечья проходит более широкая полоса того же цвета. Верхняя губа серебристо-белая, снизу окаймлена тёмной полоской с волнистым краем. Глаза бледно-розоватые или охряно-жёлтые. Часто нижняя половина более тёмная.
Низ тела обычно белый, иногда со слабым мраморным рисунком из сероватых пятен и разводов. Них брюха и часть бёдер снизу бледно-медовые, серно-жёлтые или (чаще у самок) бледно-терракотовые, ржавые, тёмно-оранжевые.

## Распространение
Вид обитает в Китае (Шэньси, Ганьсу, Цинхай, Сычуань, Хэнань, Ляонин, Пекин, Нинся-Хуэйский автономный район, Внутренняя Монголия), в южной и юго-восточной Монголии. Возможно также обитает в приграничных районах КНДР и России.

## Образ жизни

### Биотопы
Предпочитает водоёмы и заболоченные участки у рек и озёр в степи, полупустыни и пустыни, а также в горных лесах на высоте от 60 до 4000 м над уровнем моря. Не избегают и возделываемых полей.
Летом лягушка активна преимущественно в сумерки, встречаясь на поверхности воды. На зимовку уходит в октябре.

### Питание
Головастики питаются преимущественно различными водорослями и детритом. Во время метаморфоза питание прекращается и возобновляется на последней его стадии, когда у лягушонка остаётся небольшой рудимент хвоста. В это время лягушата охотятся на суше на коллембол, двукрылых и цикадовых. Взрослые особи охотятся как в воде, так и на суше, потребляя бокоплавов и водных клопов, часто захватывая с пищей водоросли, а также жуков (жужелиц, чернотелок и усачей), гусениц и пауков.

### Размножение и развитие
Данные о размножении вида неполны. Считается, что откладка икры происходит в мае. Головастики достигают длины тела 4,6 см. Хвост при этом в почти в 1,5 раза длиннее туловища, с округлым окончанием. Окраска буроватая с густо расположенными бурыми пятнышками. Брюхо розовато-фиолетовое. Личиночное развитие неравномерно, и в одном водоёме могут находиться головастики разных стадий развития и даже завершившие метаморфоз сеголетки. Метаморфоз, по-видимому, происходит в августе. Сеголетки достигают длины от 1,4 до 2,2 мм. Брачные мозоли начинают появляться у самцов при длине тела от 3,2 см. Максимальный известный возраст пойманной особи, установленный методом скелетохронологии, составлял не менее 4 лет.

### Враги и паразиты
Естественные враги изучены слабо. Восточная лягушка найдена в желудке обыкновенного щитомордника. Из паразитов известны трематоды Dolichosaccus rastellus (в кишечнике), нематоды рода Rhabdias (в лёгких) и пиявки (на коже).